# (32814) 1990 XZ
1990 XZ (asteroide 32814) é um asteroide da cintura principal. Possui uma excentricidade de 0.07783050 e uma inclinação de 23.17545º.
Este asteroide foi descoberto no dia 15 de dezembro de 1990 por Eleanor F. Helin em Palomar.